# 斯石英
斯石英又名超石英、重石英，是一种超硬超重的二氧化硅同质多形体。它属于四方晶系。在超硬材料低氧化硼被发现之前，它曾经长期被认为是已知最硬的氧化物。在常温常压下，斯石英处于亚稳定态，会缓慢地发生相变，转变为普通石英；但是该相变是如此缓慢，以至于其迄今还没有被观察到。斯石英首先由苏联高压物理学家斯提肖夫（Sergey M. Stishov）于1961年人工合成。斯石英也因斯提肖夫而得名。天然的斯石英由美籍华裔地质学家赵景德（Edward C. T. Chao）于1962年在美国亚利桑那州的一处陨石撞击坑中发现。